# Fredmans epistlar
Fredmans epistlar är en samling av 82 visor av Carl Michael Bellman, första gången utgiven 1790 av musikern och musikförläggaren Olof Åhlström. Tillsammans med den 1791 utgivna samlingen Fredmans sånger innehåller den huvuddelen av de sånger av Bellman som fortfarande framförs.
Titelpersonen Fredman är en försupen urmakare, ”utan ur, verkstad och förlag”, baserad på den verklige Jean Fredman. Som det andra ordet i titeln antyder var verket från början tänkt som en parodi på aposteln Paulus brev i Bibelns Nya Testamente. Endast vissa av sångerna följer denna plan, och övriga sånger tar en mängd olika former, från rena supvisor till finstämda pastoraler, och de skildrar födslar, sjukdom, dödsfall liksom begravningar.
Visorna är numrerade, men den ordning i vilka de förekommer i Fredmans epistlar är inte densamma som den ordning i vilken de skrevs av Bellman, och inte alltid den ordning han själv från början tänkt sig. Samtliga visor är även försedda med en rubrikrad, som antingen är en dedikation, en adressering från Fredman till en viss mottagare, en förklaring till visans handling, en anvisning om hur visan ska sjungas, eller två eller tre av dessa i förening. För att enkelt ange vilken epistel man menar brukar man uppge dess nummer, första raden i första versen, eller ibland till vem de riktas, till exempel "Fredmans epistel nr 1" (förkortas "Ep. 1"), även "Gu'tår båd' natt och dag" eller "Till Cajsa Stina".

## Tillkomst

### De tidiga verken
Det första verk Bellman skrev som berörde Fredman tillkom 1767, strax efter att förlagan Jean Fredman avlidit, troligen som en del av något spektakel för Bacchi orden där man parodierade tidens ordenssällskap. I "Ceremonielle wid Fredmans Begrafning" finns redan grundidén till epistlarna i form av en parodisk predikan. Senare samma år skrev den unge Bellman ytterligare en text där Fredman beskrivs som en apostel åt vinguden Bacchus, och som sände epistlar till de troende.
På våren 1770 utvecklade skalden temat och skrev flera visor som parodierade Bibeln, speciellt formerna i aposteln Paulus brev: bland annat det som senare skulle bli Epistel n:o 5. I denna fanns bland annat förvrängda namn på de menigheter som Paulus riktat sig till med sina brev – Gutårinter istället för korinther – liksom ålderdomliga språkformer, i likhet med den då gällande bibelöversättningen. Mottagarna uppmanas att arbeta hårt i vingården, en vändning direkt hämtad ur Bibeln men här given mer konkret tolkning.
Tillkomsten av de första epistlarna kan följas i en visbok som Bellmans hyresvärd Anders Lissander förde, där han skrev ner olika versioner som framfördes. Snart övergav Bellman bibelparodin och inriktade sina skildringar mera på dryckeslagen. Deltagarna blev allt eftersom tydligare gestaltade, med egna personlighetsdrag: Ulla Winblad, Jergen Puckel och Fader Berg tog form. Till skillnad från figurerna i ordensparodin hör medlemmarna i Fredmans församling till samhällets mindre bemedlade: underbefäl, hantverkare och tjänsteflickor.
Redan under 1770 tillkom tillräckligt många epistlar för att Bellman skulle börja fundera på att ge ut dem. Han skickade i början av 1770-talet vackert handskrivna exemplar till Eric von Stockenström och Johan Diedrich Duwall, vilka visar på hur författaren tänkt att det slutliga verket skulle se ut; det förra av dessa innehöll 25, det senare 50 epistlar. Av ett företal framgår att planen var att skriva totalt 100 epistlar, uppdelade i avdelningar om 25. Denna uppdelning har satt vissa spår i ordningen: Epistel n:o 1 har formen av inledning, medan epistlarna 25 och 50 tydligt tjänar som avslutningar av respektive avdelning. Verket skulle dock inte komma att ges ut förrän närmare tjugo år senare.

### Inför utgivandet
Under 1780-talet såg några av Bellmans vänner, bland andra Olof Åhlström och Carl Jacob Lundström, till att de i vissa fall närmare tjugo år gamla epistlarna till slut började samlas in för tryckning. Bellman själv hade inte kvar manuskript till alla. Johan Henrik Kellgren, som tidigare kraftigt kritiserat Bellmans poesi i dikten Mina Löjen, hade vid det här ändrat sin syn på författaren, och åtog sig att vara granskare och skriva förordet.
Redaktionen bestämde ordningen på epistlarna, men följde i stort den plan som Bellman anlagt i det exemplar han skickat till Duwall i början av 1770-talet. Eftersom de använde flera olika handskrifter varierade kvaliteten på underlaget. Partier ströks i flera verk. Åhlström stod för arrangemang och notskrift. Bellmans insats var ganska blygsam. Han lade dock till ytterligare epistlar till de femtio som ingått i de tidigare renskrivna exemplaren. Han fick inte mer än 50 riksdaler för arbetet. Kellgren lyckades dock utverka ytterligare 50 riksdaler åt författaren av Svenska Akademiens medel.

### Kellgrens förord
Det förord som Kellgren skrev har haft stort inflytande på senare tiders litteraturvetare. Flera av hans uppskattande formuleringar har citerats med gillande av senare författare. Av den kritik som framfördes i "Mina Löjen" finns inga spår, tydligen efter att Kellgren själv ändrat sin syn på konsten, och övergett klassicismens ideal för romantikens. När Bellman bryter mot den klassiska poetikens regler är det nu förtjänst i Kellgrens ögon, inte en synd. Att han inte skriver på samma maner som Anakreon är inte längre löjeväckande, utan ett tecken på han är ett "sant snille". Denna syn på den geniale diktaren som i stundens yra spontant skapar benådade verk har varit dominerande sedan dess, trots att mycket arbete låg bakom Bellmans verk.
Kellgren lägger dessutom vikt vid den svårighet som under arbetet uppdagats med att försöka få tag på goda handskrifter, såväl för text som musik; trots att Bellman varit inblandad har minnet inte alltid varit tillräckligt. Vad gäller musiken noteras att många melodier har lånats, men också att de ändrats och förbättrats, så att det inte är möjligt att söka reda på ursprungsmelodin. Dessutom noteras att Bellman inte varit skolad i notskrift: sådan har därför nedtecknats av Åhlström.

### Musiken
Melodierna till visorna lånade Bellman från andra kompositörers verk; från operor, dansmusik, konstmusik, marscher och så vidare. Detta var ett medvetet grepp. Genom att ge en melodi en ny text uppstod komiska effekter då man kände till förlagan. Melodilånen är dock tämligen fria – ofta ändrade Bellman både tempo och i frasernas utformning, för att de skulle passa in till texten.

## Framförande
Epistlarna är menade att framföras snarare än att läsas. Detta märks inte enbart på att de är satta till musik, utan även på de talade passager som presenterar miljön och handlingen i en viss epistel, liksom onomatopoetiska partier, då sångaren ska imitera ett visst instrument - en flöjt, en tuba, trummor och så vidare. Detta är då angivet i både texten och noterna. Bra exempel på detta är epistlarna 33, ”Stolta stad” och 51, ”Movitz blåste en konsert”. Sångerna framfördes från början dessutom med inslag av skådespeleri, för att ytterligare understryka komiska poänger. Bellman var själv en lysande underhållare, som var omvittnat duktig på att imitera människor, fågelsång och instrument.
Texternas stämningsläge växlar över hela skalan, från drastiskt beskrivande till mycket finstämda. De scener som målas upp varierar från krogslagsmål, supgillen, kärleksstunder (Ep. 72), barnsängar (Ep. 43, kallad "barnsängsepisteln"), baksmällor (Ep. 23), dans- och musikaftnar (Ep. 51 och 69), utfärder i naturen (Ep. 48 och 82), någons sjukdom (Ep. 27 och 30), dödsfall, begravningar (Ep. 81) och bröllop. Ofta är det Fredman eller någon annan som berättar, eller också återges handlingen i form av mustigt återgivna dialoger.
För en modern läsare känns språket, trots att mer än två sekel gått sedan visornas tillkomst, tämligen fräscht. En svårighet för nutida läsare kan vara de många referenserna, dels till den tidens klädesplagg, fordon, husgeråd, musikinstrument med mera, dels till figurer och händelser i den grekiska, romerska, kristna och fornnordiska mytologin. På 1700-talet var omfattande kunskap om antikens mytologi en självklarhet bland bildade människor, något som inte är lika självklart idag. På samma sätt var kännedomen om texterna i Bibeln och dess skildring av händelser och personer mer levande och större än i allmänhet är fallet idag. I de flesta moderna utgåvor av Fredmans epistlar finns dock en ordlista.

## Bellmans och Fredmans Stockholm
Stockholm på 1770-talet var betydligt mindre än idag. Befolkningen uppgick till cirka 70 000 invånare, koncentrerad framför allt till Gamla stan, till nedre delen av Kungsholmen, samt till Södermalm. Det var trångt, bullrigt, bråkigt, smutsigt och ohygieniskt i de trånga gränderna. På malmarna kröp skogen in på stadens knutar. Djurgården var en oas med ett trettiotal lönnkrogar och värdshus. Det var ont om tjänligt dricksvatten i staden och som följd grasserade svåra epidemier. Barnadödligheten var enorm i förhållande till idag. Folk drack alkohol, främst öl och brännvin i en omfattning som nästan är ofattbar idag; brännvinet var en billig och lättillgänglig tröst för människor att ta till mot hungern, kylan, tristessen, sorger och bekymmer – i vissa fall ordinerades det till och med som medicin av läkarna. I Stockholm fanns 900 krogar (d.v.s. det gick 77 personer på varje krog), som beredvilligt serverade folket vad de ville ha av den varan. Landet styrdes av en teaterintresserad och flärdfull kung, Gustav III, som 1772 hade gjort sig till envåldshärskare, samt av dennes lierade vänner inom adeln. Den svenska stormaktstiden var sedan seklets början över och de många krigen hade utarmat nationen både ekonomiskt och befolkningsmässigt.

## Personerna
I verket förekommer ett myller av mer eller mindre fasta personer, till stor del baserade på verkliga personer i den tidens Stockholm. I en förteckning i Fredmans epistlar nämns bland annat följande:
- Huvudpersonen Fredman, ”namnkunnig urmakare, utan ur, verkstad och förlag”.
- Sångmön Ulla Winblad, ”nymf och prästinna i Bacchi tempel”.
- Fader Berg, ”tapetmålare och virtuos på flera instrumenter”.
- Fader Bergström, ”namnsdagsblåsare i Katrinatrakten”.
- Korpral Mollberg, ”ägde hus på Hornsgatan, var en tid fabriksidkare, så ryttare, utan hus, häst eller schabrak, omsider dansmästare”.
- Fader Movitz, ”konstapel, namnkunnig av sin konsert på Tre byttor; komponerat musiken till Serlachii Vårblommor”.

## Fredmans epistlar och eftervärlden
Fredmans epistlar har utgivits i ett nästan oräkneligt antal utgåvor. Till detta kommer att epistlarna publicerats i visantologier och andra sammanhang.
Under 1800-talet var man dock tämligen tvehågsen gentemot både Bellman och hans verk. Vissa av epistlarna framfördes, i synnerhet de som tog upp naturlyriska ämnen (exempelvis Ep. 54, "Aldrig en iris", Ep. 71, "Ulla, min Ulla" och Ep. 82 "Vila vid denna källa". I synnerhet de två sistnämnda är synnerligen populära inom körers repertoar). Man ansåg, med tidens moralistiska syn, att Bellman var en lastbar författare, som genom sina visor uppmanade till fylleri och syndigt leverne.

## Tolkningar och skivinspelningar
Evert Taube har berättat att man ofta sjöng Bellmans visor i hans föräldrahem. Man kan också märka tydliga Bellmaninfluenser i Taubes egna diktning.
På 1960-talet fick Bellman en renässans i och med de trubadurer och visdiktare som samlades kring Vispråmen Storken i Stockholm. Där samlades en ny generation vissångare, som tog sig an Bellmans visor på ett nytt sätt. Fred Åkerström kallade Fredmans epistlar för det första svenska socialreportaget. I kretsen kring ”Storken” märks utöver Åkerström även Sven-Bertil Taube, Cornelis Vreeswijk och Olle Adolphson, som alla gjorde insjungningar av visorna ur Fredmans epistlar.
Bland andra tolkare av Fredmans epistlar på scen och grammofon kan nämnas Ulf Bagge och Mikael Samuelson. Bland dem som spelat in en större mängd epistlar på främmande språk finns engelsmannen Martin Best.

## Lista över samtliga epistlar

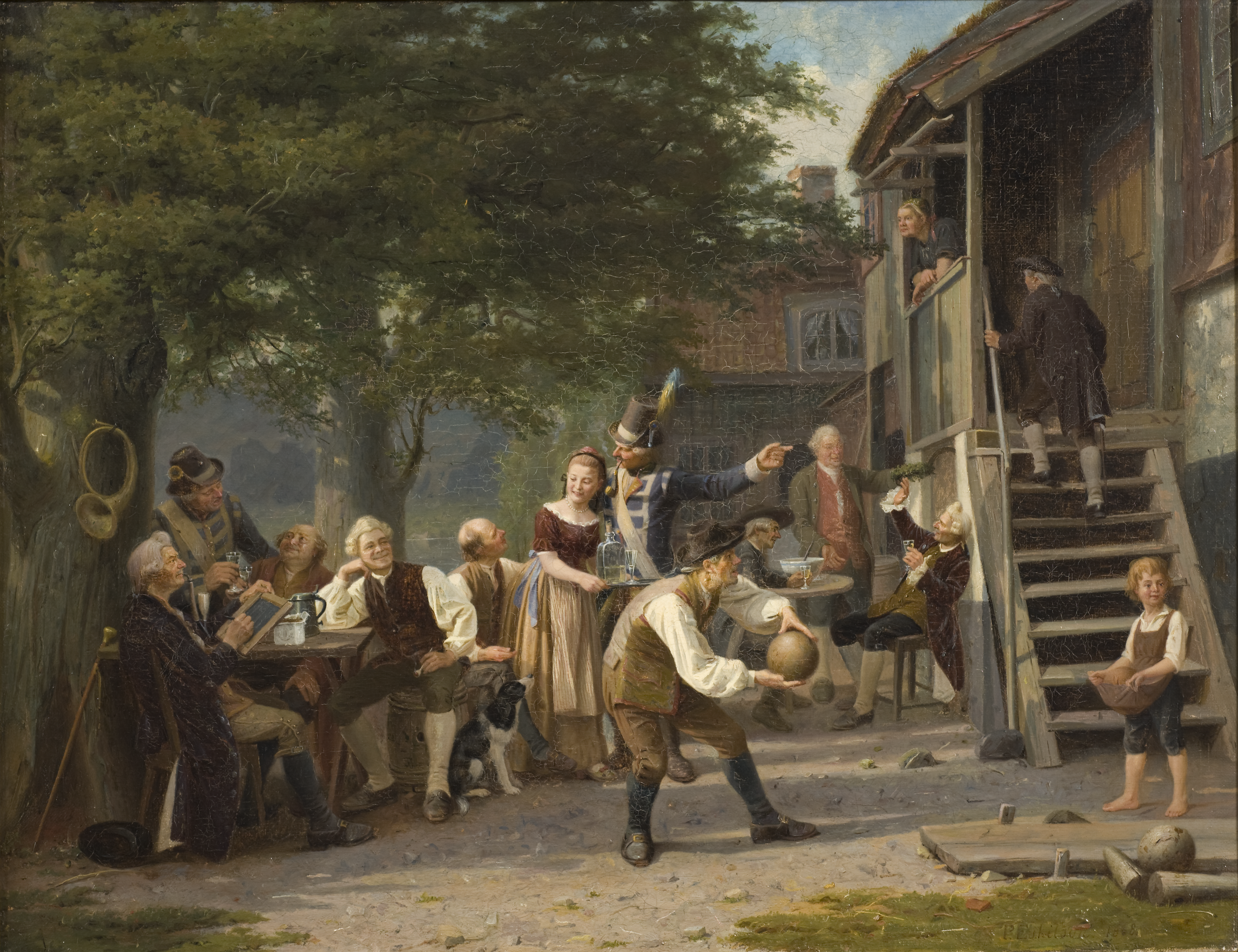
Kägelspelet hos Faggens, från Epistel 55. Målning av Peter Eskilson.

- N:o 1, "Gutår, båd natt och dag"; Til Cajsa Stina
- N:o 2, "Nå skrufva Fiolen"; Til Fader Berg, rörande Fiolen
- N:o 3, "Fader Berg i hornet stöter"; Til en och hvar af Systrarna
- N:o 4, "Hej Musikanter ge Valdthornen väder"; Enkannerligen til Anna Stina
- N:o 5, "Käre bröder, så låtom oss supa i frid"; Til the trogne Bröder på Terra Nova i Gaffelgränden
- N:o 6, "Käraste Bröder Systrar och Vänner"; Til the Galimater på hinsidon then Konungiliga Djurgårdenom
- N:o 7, "Fram med Bas-Fiolen, knäpp och skrufva"; Som synes vara en Elegie, skrifven vid Ulla Winblads säng, sent om aftonen
- N:o 8, "Dörrarna öpna, Fiolerna klara!"; Til Corporal Mollberg
- N:o 9, "Käraste Bröder, Systrar och Vänner"; Till gumman på Thermopolium Boreale och hennes Jungfrur
- N:o 10, "Systrar hören min musik";
- N:o 11, "Hej! sade Fredman hvar gång han hörde Valdthorn börja skråla"; Til Bröderne och Systrarna på Lokatten
- N:o 12, "Gråt Fader Berg och spela"; Elegi öfver slagsmålet på Gröna Lund
- N:o 13, "Nå ä nu alla församlade här"; Till Brodern Bredström
- N:o 14, "Hör J Orphei Drängar"; Till poeten Wetz
- N:o 15, "Käraste min Theophile"; Enkannerligen til Theophilum Skomakar-Gesäll, under dess förföljelse skrifven til tröst och hugsvalelse
- N:o 16, "Fader Bergström fingra ditt Oboe, blås"; Enkannerligen til the Birfilare på then Konungsliga Djurgården
- N:o 17, "Systrar och Vänner"; Til Syster Lisa.
- N:o 18, "Gubbarna satt sig at dricka"; Til Gubbarna på Terra Nova i Gaffelgränden vid Skeppsbron
- N:o 19, "Trumslagarn kommer, flickor god dag!"; Til Systrarna på then Konungsliga Djurgården
- N:o 20, "Står du och gråter?"; Til Fader Berg och Jergen Puckel
- N:o 21, "Skyarna tjockna"; Hvarutinnan Han 1:o Afmålar Natten med dess nöjen, 2:do Tyckes liksom för Ögonen ställa et slags Aequilibrium mellan Vinets och Kärlekens styrka, men omsider ljusligen uppenbarar öfvervigten.
- N:o 22, "De dyrbaraste gåfvor"; Til the Nybyggare på Gröna Lund
- N:o 23, "Ack du min moder"; Som är ett Soliloquium, då Fredman låg vid krogen Kryp-in, gent emot Banco-huset, en sommar-natt år 1768.
- N:o 24, "Kära Syster!"; Til kära mor på Bruna Dörren
- N:o 25, "Blåsen nu alla"; Som är ett försök til en pastoral i Bacchanalisk smak, skriven vid Ulla Winblads öfverfart til Djurgården
- N:o 26, "Hvar står Fiolen?"; Rörande Mutter Berg och angående Lotta i Kolmätargränden och hvad som passerat
- N:o 27, "Gubben är gammal, urverket dras"; Som är dess sista tankar
- N:o 28, "I går såg jag ditt barn, min Fröja"; Om ett anställt försåt emot Ulla Winblad
- N:o 29, "Movitz tag dina pinnar"; Til de förnäma
- N:o 30, "Drick ur ditt glas, se Döden på dig väntar"; Til fader Movitz, under dess sjukdom, Lungsoten. Elegi
- N:o 31, "Se Movitz, hvi står du och gråter"; Över Movitz, då han blev uppiskad på gatan, för det Qvinten sprang på Basfiolen, en sommar Afton 1769
- N:o 32, "Kors! utan glas, du ser ut, din Canalje"; Til fader Movitz, hvarutinnan han liknar honom vid ett Skepp
- N:o 33, "Was ist das? Ge rum vid Roddar-trappan"; 1:o om Fader Movitz's öfverfart till Djurgården, och 2:do om den dygdiga Susanna "(Stolta stad)"
- N:o 34, "Ach hvad för en usel koja!"; Til Movitz, när elden var lös i hans Qvarter uti Kolmätar-gränden
- N:o 35, "Bröderna fara väl vilse ibland"; Angående sin Sköna och hennes obeständighet
- N:o 36, "Vår Ulla låg i sängen och sof"; Rörande Ulla Winblads flykt
- N:o 37, "Mollberg, stå stilla, stå stilla vid grind"; Til Mollberg på post vid Kungs-trädgården
- N:o 38, "Undan ur vägen"; Rörande Mollbergs Paradering vid Corporal Bomans Graf
- N:o 39, "Storm och böljor tystna ren"; Öfver Bergströmskans Porträt på Liljans krog, i Torshella
- N:o 40, "Ge rum i Bröllops-gåln din hund!"; Angående Bröllopet hos Bensvarvarns
- N:o 41, "Mollberg satt i paulun"; Vid et tillfälle då Christian Wingmark miste sin nattkappa i Slagsmålet med Mollberg
- N:o 42, "Ren Calad jag spår och tror"; Rörande Kortspelet på Klubben
- N:o 43, "Värm mer Öl och Bröd"; Til Ulla Winblad, skrifven vid et ömt tillfälle
- N:o 44, "Movitz helt allena"; Öfver Bredströmskans och Movitz melancholi
- N:o 45, "Tjenare Mollberg, hur är det fatt?"; Till Fader Mollberg rörande hans Harpa, och tillika et slags ad notitiam at Mollberg led oskyldigt på Krogen Rostock
- N:o 46, "Undan ur vägen, ge rum för Courirn"; Huru Mollberg skal bjuda til begrafning efter Mutter på Krogen Wismar, och om hans affärd ifrån Sterbhuset
- N:o 47, "Kommer intet Mollberg? Jo nyss på stund"; Angående Mollbergs återkomst til Sterbhuset på Krogen Wismar
- N:o 48, "Solen glimmar blank och trind"; Hvaruti afmålas Ulla Winblads hemresa från Hessingen i Mälaren en sommar-morgon 1769
- N:o 49, "Mamsell Ulla, märk Mamsell"; Angående Landstigningen vid Klubben i Mälaren en sommar-afton 1769
- N:o 50, "Phoebus förnyar"; Om des sista Ögnekast på Ulla Winblad vid Hännes återfart ifrån Djurgården
- N:o 51, "Movitz blåste en Concert"; Angående Concerten på Tre Byttor
- N:o 52, "Movitz, mitt hjerta blöder!"; Til Movitz när hans Fästmö dog. Elegie.
- N:o 53, "Vid et stop Öl och några Supar"; Angående Slagsmålet nedanför Danto-Bommen hos T. en höstnatt
- N:o 54, "Aldrig en Iris på dessa bleka fält"; På St. Cathrina Kyrkogård
- N:o 55, "Så ser Han ut midt bland de strålar"; Rörande Mollbergs Kägelspel hos Faggens vid Hammarby-Tull en sommar afton 1770
- N:o 56, "Se Mollberg med svart Råck och Flor"; Angående Mor Maja på Förgylda Bägaren
- N:o 57, "Allting är rigtigt clareradt och gjordt"; Om Barnsölet
- N:o 58, "Hjertat mig klämmer"; Öfver Kilberg, Bacchi man och Ordens Officiant i Templet. Elegie
- N:o 59, "Hurra Courage, Bagage! God dag Bröder!"; Til Lo-Katten
- N:o 60, "Sitter du ännu och ljuger"; Til Bränvins-Advocaten Fader Kulkus om något som passerat
- N:o 61, "Kära Mor!"; Til K. Mor på Fyrkanten
- N:o 62, "Movitz Valdthornet proberar"; Angående sista Balen på Gröna Lund
- N:o 63, "Fader Bergström, stäm up och klinga"; Diktad midt i veckan
- N:o 64, "Fäll dina ögon och skäms nu din tåssa"; Rörande sista Balen hos Frömans i Horns-Kroken
- N:o 65, "Movitz med flor om armen, hålt!’’; Om Styrmans-Dottren Gretgens död på Fabriken
- N:o 66, "Se hvar Movitz sitter där"; Til Movitz Målare
- N:o 67, "Fader Movitz, Bror!"; Til Mutter på Tuppen
- N:o 68, "Movitz, i afton står Baln"; Angående sista balen på Grönlund
- N:o 69, "Se Dansmästarn Mollberg, Bröder"; Om Mollberg Dansmästare
- N:o 70, "Movitz vik mössan högt öfver öra"; Om något som passerade i Artilleri-Lägret Anno 1773
- N:o 71, "Ulla! min Ulla! säj får jag dig bjuda"; Till Ulla i fönstret på Fiskartorpet, Middagstiden, en Sommardag; Pastoral
- N:o 72, "Glimmande Nymph! blixtrande öga!"; Lemnad vid Cajsa Lisas Säng, sent om en afton
- N:o 73, "Fan i Fauteuillerna! stolarna kullra"; Angående Jergen som förskref sig til Fan
- N:o 74, "Min Son!"; Om Bergströmskans Porträt
- N:o 75, "Skratta mina barn och vänner"; Til sin Rival Fader Movitz, på Caisa Lisas Namnsdag
- N:o 76, "Se Hans Jergen hur han sig bockar"; Til Mutter på Wismar, rörande Hans Jergen, då han blev utpiskad ifrån Balen
- N:o 77, "Klang mina Flickor! se skyarna glimma"; Angående Jungfru Sophia på Lokatten och om något som passerat
- N:o 78, "Knapt Jeppe hant ur gluggen gå in"; som är et Fägne-Spel på Fader Didriks Namnsdag år 1780, sammastämt på Amsterdam, et Näringsställe i Stora Hopar gränd
- N:o 79, "Charon i Luren tutar"; eller Afsked til Matronorna, synnerligen til Mor Maja Myra i Solgränden vid Stortorget, Anno 1785
- N:o 80, "Liksom en Herdinna, högtids klädd"; Angående Ulla Winblads Lustresa til Första Torpet, utom Kattrumps Tullen; Pastoral
- N:o 81, "Märk hur vår skugga, märk Movitz Mon Frère!"; Til Grälmakar Löfberg i Sterbhuset vid Danto bommen, diktad vid Grafven
- N:o 82, "Hvila vid denna källa"; Eller Oförmodade Afsked, förkunnadt vid Ulla Winblads Frukost en sommar-morgon i det gröna